# Discworld Noir
Discworld Noir — компьютерная игра в жанре квест, разработанная студией Perfect Entertainment и выпущенная компанией GT Interactive в 1999 году. Сюжет игры происходит во вселенной Терри Пратчетта — Плоском мире.
В отличие от предыдущих игр по вселенной Плоского мира, данная игра выполнена в мрачном нуарном стиле, в первую очередь пародирующем такие классические фильмы этого жанра, как «Мальтийский сокол» и «Касабланка». Сам Терри Пратчетт помогал в написании истории, а также принимал участие при составлении диалогов.
Игра первоначально была выпущена для персональных компьютеров под управлением Windows и позднее портирована для PlayStation.

## Игровой процесс
Игрок управляет частным детективом города Анк-Морпорк по имени Льютон. По механике игра является типичным point-and-click квестом, где игрок пользуется преимущественно мышью, чтобы перемещаться по локациям и взаимодействовать с окружением. Анк-Морпорк состоит из ограниченного числа локаций, которые игрок открывает через разговоры с жителями города. Когда Льютон с кем-то разговаривает, то в определенные моменты он оставляет заметки в своём блокноте. Используя эти заметки при разговорах с разными персонажами, Льютон открывает новые локации или получает подсказки для того, чтобы продвинуть сюжет дальше. Также свои заметки Льютон может применять на некоторые предметы окружения, чтобы уточнять свои выводы.
У Льютона есть инвентарь, в котором он хранит найденные им в различных локациях предметы. В любой момент игрок может воспользоваться предметом из инвентаря, чтобы выполнить некоторое действие, которое так или иначе продвинет сюжет дальше. Во второй половине игры, когда Льютон научится становиться оборотнем, появляется механика запахов, которая будет помогать ему реконструировать события на некоторых локациях.

## Сюжет
История подается от лица частного детектива Льютона, который раньше служил в Городской страже, но был уволен из неё. Всё действие игры происходит в Анк-Морпорке — одном из крупнейших городов Плоского мира. Основная сюжетная линия полностью оригинальна и скорее представлена смесью элементов из различных книг Терри Пратчетта, в отличие от предыдущих игр по Плоскому миру, в которых истории были основаны на вполне конкретных рассказах.
В игре есть множество оригинальных персонажей, которых нет в книгах Пратчетта. Среди того, что было взято из книг, можно выделить такие места, как Незримый Университет, Диск-театр, Псевдополис-Ярд, Храм Мелких Богов. В игре появляются такие персонажи, как Шнобби Шноббс, Сэмюэль Ваймс, Хэвлок Витинари, Леонард Щеботанский, Гаспод  и Смерть. Хотя Терри Пратчетт утверждал, что события этой игры происходят в параллельной вселенной Плоского мира, игровой дизайнер Крис Бэйтман заявлял, что события игры происходят между событиями рассказов «Ноги из глины» и «Патриот».
История разделена на 4 акта, открываемых предисловием, повествующем об истоках «Тсортских войн», о богине Эррате и об исчезновении Тсортского Золотого меча.
Акт 1
Повествование истории начинается с её середины, где мы видим, как Льютон скрывается от кого-то в переулках Анк-Морпорка. Неизвестный, которого зритель не видит, догоняет детектива и втыкает в его тело меч, от чего тот падает замертво. С этого момента начинается флешбэк, в котором Льютон повествует о том, что ко всему этому привело.
В один из дождливых дней в офис Льютона приходит некая Карлотта (как позднее выяснится, её полное имя Карлотта фон Убервальд), с просьбой отыскать её приятеля по имени Манди, который прибыл в Анк-Морпорк на торговом корабле Милка три дня тому назад и после этого пропал. В порту Льютон узнаёт, что Милка прибыла из Тсорты с тремя пассажирами на борту (как позднее выяснится это были Манди и супруги Ильза и Ту-Конкерс Варберги). Так как ни капитан, ни помощник капитана не разрешили Льютону осмотреть судно, он тайком пробирается на него и находит этикетку с ящика, на которой было написано «Склад №5» и обрывок картона, на котором была написана ни то цифра 6, ни то 9.
Параллельно с главным делом о Манди, Льютон встречает тролля по имени Малахит, который просит отыскать некую Терму, а также получает дело от графа Хеннинга фон Убервальда, который просит узнать о судьбе его кучера-гнома по имени Регин. Льютон замечает, что Регин пропал также три дня назад, когда взял у графа карету и скрылся в неизвестном направлении, и возможно дела Манди и Регина как-то связаны.
Проникнув на склад №5, Льютон находит на нем спичечный коробок, от которого оторван кусочек. Совмещая обрывок с Милки со спичечным коробком, Льютон читает полный адрес, откуда коробок был взят — Переулок Китового Уса, дом 9, по которому располагается мотель Октариновый попугай. Детектив понимает, что Манди был на складе и сейчас возможно скрывается в мотеле. Разговорив владельца заведения эльфа Мэнкина, Льютон узнает, что Манди находится в своем номере. Войдя в номер Манди и увидев его на кровати, Льютона кто-то оглушает со спины и он теряет сознание.
Акт 2
После того как Льютон приходит в сознание в номере Манди, он видит ужасную картину: Манди зверски убит; его подвесили за ноги и выкололи ему глаза. Городская стража подозревает Льютона в убийстве, однако против него недостаточно доказательств. На месте преступления Льютон замечает на стене некий номер, который Манди написал, будучи подвешенным за ноги. Кроме того, Городская стража связывает убийство Манди с другими убийствами, похожими на ритуальные, и происходившими в течение трёх дней после прибытия Милки.
Хотя дело Манди фактически раскрыто, Карлотта говорит, что Манди должен был привести из Тсорты Золотой меч Эрраты, который он должен был ей передать, но что-то случилось и этого не произошло. Карлотта просит Льютона разыскать этот меч для неё. Кроме того, выясняется, что за этим мечом также охотится местный криминальный авторитет — тролль по имени Джаспер Хорст, который требует от Льютона передать меч ему.
В ходе расследования, Льютон понимает, что номер на стене комнаты Манди это номер ящика склада №51, который располагается в Гильдии Археологов. Оказывается что Манди, желая продать меч Хорсту, подложил его в один из ящиков на Милке, а неправильный ящик передал Регину, который должен был доставить ящик Карлотте. После этого Манди должен был проникнуть на склад №5 и забрать меч, но его заметил сторож, поэтому ящик был увезен в Гильдию Археологов. Льютон встречает свою бывшую возлюбленную Ильзу Варберг, которая за услугу помочь её мужу Ту-Конкерсу скрыться от Гильдии Убийц, помогает попасть в Гильдию Археологов, в которой она состояла. Льютону удаётся проникнуть на склад и найти меч. После того как он выходит из здания гильдии, на него нападает неизвестный из самого начала рассказа и убивает Золотым мечом.
Акт 3
Однако, Льютон не умирает, а восстаёт из своей могилы в виде оборотня, после чего получает способность видеть запахи в цвете и лучше слышать. Оказывается Карлота фон Убервальд сама является оборотнем и заразила Льютона ликантропией в одну из встреч с ним, чтобы уберечь его от смерти, так как знала, что это может произойти.
Льютон узнаёт, что в городе произошло шесть ритуальных убийств как-то связанных между собой. Расследование приводит его к секте Ану-Ану, которая с помощью золотого меча желает воскресить древнего бога Нейлонотепа. Для этого им нужно провести особый ритуал с жертвоприношениями, которыми и были загадочные убийства. Ритуал состоял в том, что жертвы должны были быть убиты в определенных участках города, чтобы получалась восьмиконечная звезда с центром в Диске-театре, в котором располагался алтарь призыва. Льютон находит семь жертв и узнаёт, где должно произойти восьмое убийство. Придя на место убийства восьмой жертвы, ему не удаётся его предотвратить, и его хватают последователи культа, в числе которых Карлотта и её супруг Ульрих фон Убервальд. Оказывается, что Ану-Ану пытался убить Льютона, находясь в форме оборотня, и выкрал у него меч, а Термой и являлась Карлотта, которая также причастна к убийству Регина и Манди (к которому Льютон фактически их и привёл). Льютона отводят на место проведения ритуала и заставляют смотреть за церемонией призыва монстра, которого Ану-Ану хочет победить с помощью Золотого меча и стать всемогущим божеством.
Акт 4
Однако всё идет не по плану и ритуал проваливается. Оказывается, что в мече не хватает одной детали, которая называется Трапецоэдр. Под Анк-Морпорком появляется портал, из которого вырывается Нейлонотеп, желающий уничтожить этот мир. Провал ритуала произошёл потому, что в культе Ану-Ану обнаружился культ внутри культа, который и саботировал ритуал. Льютон узнаёт у Ту-Конкерса, как можно найти Трапецоэдр, который всё это время лежал в одном из склепов Мавзолея Селаччи. После того как Льютону удаётся вставить Трапецоэдр в Золотой меч, его находит Хорст, который, шантажируя Льютона убийством Ильзы, отбирает меч и уходит.
Льютон выслеживает Хорста и находит его вместе с Карлоттой на мосту. Оказывается Хорст и Карлотта всё это время были заодно, однако Карлотта пыталась также обмануть ещё и Хорста, а Льютоном просто пользовалась для своих гнусных целей. Хорст пытается убить Карлотту, но Льютон мешает ему и сбрасывает с моста. Льютон забирает меч, а Карлотту сдаёт за её преступления Городской страже.
Используя летательный аппарат Леонарда Щеботанского, который тот мастерил всё это время в замке Витинари, Льютон с помощью меча побеждает Нейлонотепа и спасает мир от гибели. В последней сцене, Льютон просит Ильзу улететь вместе с Ту-Конкерсом на летательном аппарате Леонардо, так как они не могут оставаться в безопасности в Анк-Морпорке из-за Гильдии Убийц. Сцена завершается полетом Ильзы и Ту-Конкерса в рассвет, в то время как Льютон провожает их взглядом.

## Стиль и отсылки

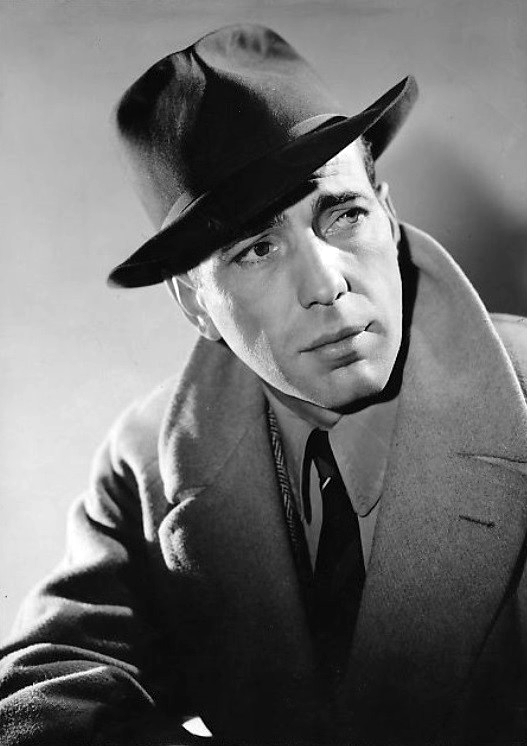
Персонаж Льютона во многом схож с персонажами, воплощенными в кино Хамфри Богартом

В отличие от предыдущих игр Discworld, Discworld Noir выполнен в мрачных и более реалистичных тонах, граничащих с несерьёзным фантастическим юмором вселенной Плоского мира.
Сюжет игры пародирует классический нуарный детектив. Многие сравнивают Льютона с персонажем Хамфри Богарта — Сэмом Спейдом из «Мальтийского сокола». Кроме того, на данный фильм в игре есть множество отсылок, например:
- Сцена со Шнобби, Ваймсом и Льютоном в номере Манди после его убийства пародирует сцену из «Мальтийского сокола», когда детективы входят в квартиру Спейда.
- Золотой меч Эрраты пародирует статуэтку мальтийского сокола.
- Персонажи Аль-Кхали и Джаспер Хорст являются прямой пародией на персонажей Джоэла Каиро и Каспера Гутмана.

Второй фильм, который пародируется в игре, это «Касабланка», например:
- Ильза и Ту-Конкерс это прямая пародия на Ильзу Лунд и её мужа Виктора Ласло из «Касабланки».
- Последняя сцена пародирует конец фильма, но вместо шефа полиции рядом с Льютоном стоит Гаспод.
- Вампир-пианист Самуэль из ресторана Анк, назван в честь пианиста из «Касабланки».
- Название отеля «Октариновый попугай» это отсылка к «Голубому попугаю» из фильма.

Саундтрек в игре представлен характерными для нуарных детективов композициями в стиле джаз и блюз.
Кроме отсылок к кинофильмам, в игре есть множество отсылок к различным художественным произведениям. Например, в игре есть элементы, которые пародируют лавкрафтовские ужасы:
- Культ Ану-Ану, желающий призвать божество через жертвоприношения.
- В игре есть книга Некротеликомникон, из которой Льютон узнает о Нейлонотепе, что является пародией на Некрономикон.
- В Анк-Морпорке есть улица Дагон.

В игре есть прямая пародия на Лару Крофт, которая в игре носит имя Лореда Кронк, которая состоит в Гильдии Археологов и занимается тем, что «эвакуирует всё ценное из гробниц».

## Разработка
Perfect Entertainment поддерживали деловые отношения с Терри Пратчеттом ещё с 1993 года и тесно сотрудничали при разработке первых двух своих игр: Discworld и Discworld II. Discworld Noir разрабатывалась для домашних компьютеров на базе операционной системы Windows 95 и Windows 98. Издатель GT Interactive был выбран по причине его сильного присутствия на рынке видеоигр США, так как первые две игры относительно плохо продавались в Северной Америке.
Игровой дизайнер Крис Бейтман первоначально предлагал использовать Птеппика из рассказа Пирамиды в качестве протагониста, но Пратчетту не понравилась эта идея. Писатель хотел реализовать детективный сюжет, который бы происходил в Анк-Морпорке.
Пратчетт предоставил наброски истории разработчикам, по которым Бейтман написал сценарий. Это был первый сценарий, который Бейтман писал для игры. Сам Терри Пратчетт принимал участие в создании игры в основном в самом начале и в конце.
В то время компьютеры ещё были не настолько мощными, чтобы рендерить трехмерные модели в реальном времени, поэтому в игре использовались пререндеренные модели, наложенные на статичные задники, а эффект трехмерности достигался благодаря наложению теней и тумана.
Большую часть озвучки сделали четыре актёра: Роб Брайден, Кейт Роббинс, Роберт Левелин и Найджел Плэйнер. Звукорежиссер Роб Лорд также предоставил дополнительные голоса. Кейт Роббинс, которая озвучила в игре всех женских персонажей, справилась с этим за один день, тогда как Робу Брайдену потребовалась изнурительная неделя, чтобы записать все монологи Льютона.
Саундтрек к игре написал Пол Вейр, который предварительно отсмотрел несколько нуарных фильмов, чтобы тоньше уловить атмосферу.
Версия для PC выходила на трех дисках. После выхода игры студия Perfect Entertainment закрылась, поэтому множество программных ошибок, так и не удалось исправить. После закрытия, компания на короткое время работала под именем «Teeny Weeny Games», под которым портировала игру на PlayStation. Чтобы уместить игру на один диск, версия для PlayStation выполнена в более низком разрешении, а весь звук к игре был сжат. Задумывался также порт для Dreamcast, но он так и не был реализован.
В результате закрытия GT Interactive игра так и не была официально выпущена за пределами Европы.

## Рецензии
Игра после своего выхода получила в целом положительные отзывы. Обозреватель Adventure Gamer Марек Бронстринг оценил игру на 4 из 5 звёзд.
Журнал PC Zone дал игре положительный отзыв. На тот момент игра занимала шестую строчку в рейтинге приключенческих игр.
В целом игру хвалили за хорошую на то время графику и отличный саундтрек, который подчеркивал оригинальность и атмосферу игры.
Тем не менее, была и критика. PC Zone назвало диалоги в целом достаточно интересными, но иногда казалось, что их очень много. Большая продолжительность диалогов как недостаток была также отмечена обозревателем Томом Хьюстоном.
Реакция обозревателей на юмор в игре также была не однозначной. Так, по мнению David Wildgoose разработчики старались сделать диалоги каждого персонажа смешными, но перестарались, что сказалось на качестве юмора в целом.